# Rin-Ruhr

Zona Urbana del Rin-Ruhr.

La macrorregión metropolitana Rin-Ruhr (en alemán: Region Rhein-Ruhr) es la metrópoli más grande de Alemania, extendiéndose desde las ciudades de Colonia y Bonn al sur, pasando por Leverkusen, hasta Mönchengladbach y Dusseldorf al norte, para bifurcarse a Gelsenkirchen, Dortmund y Bochum al este. Es una macrorregión urbana policéntrica en el estado federado de Renania del Norte-Westfalia (Alemania). Corre a lo largo del río Rin y de su afluente el Ruhr.
En total, la Región metropolitana Rin-Ruhr se extiende por una superficie de 7.826 km² (el área urbana más extensa de la Unión Europea), cuenta con una población aproximada de 10.662.000 habitantes y con una densidad de población de 1334 hab/km².

## Composición

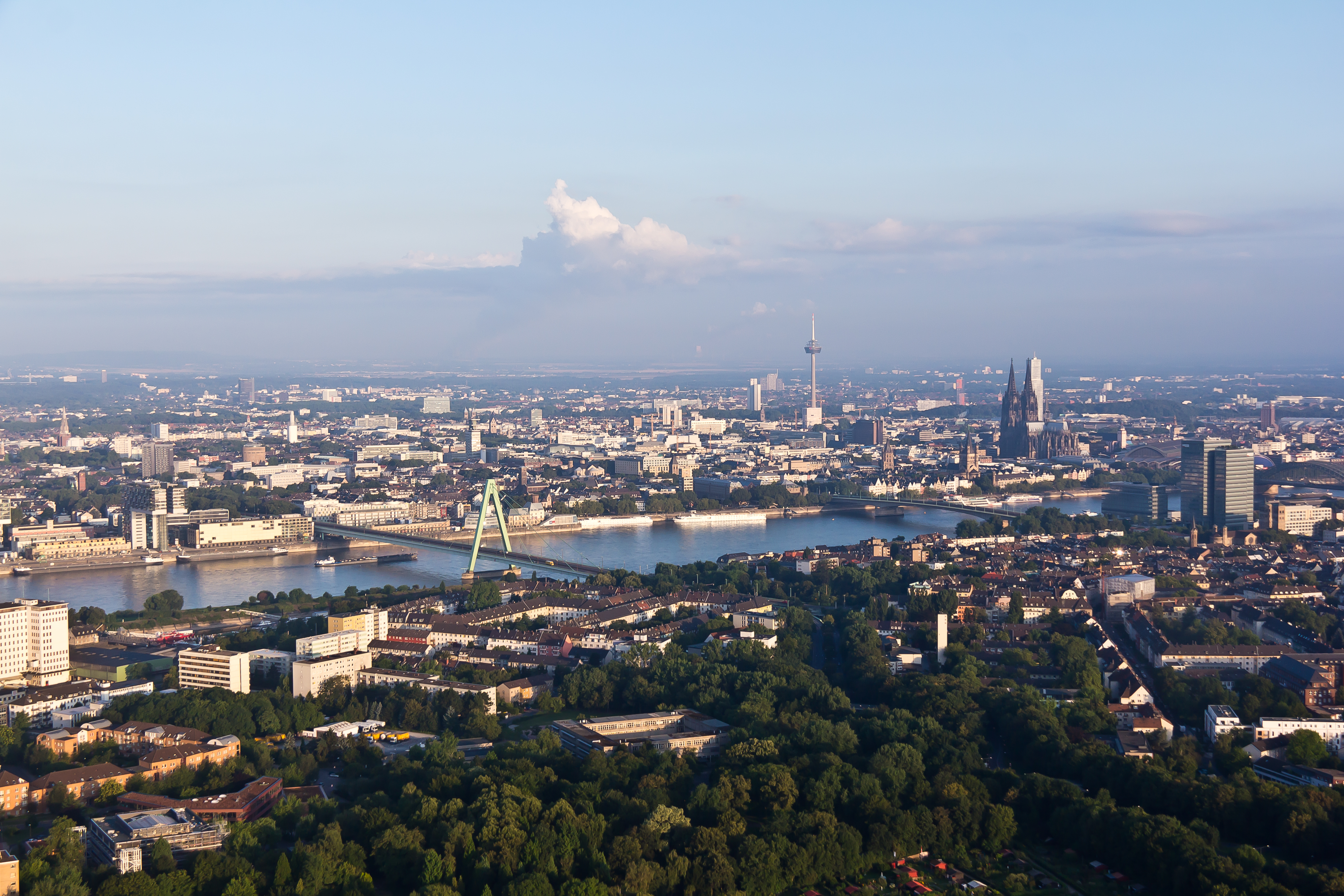
Colonia

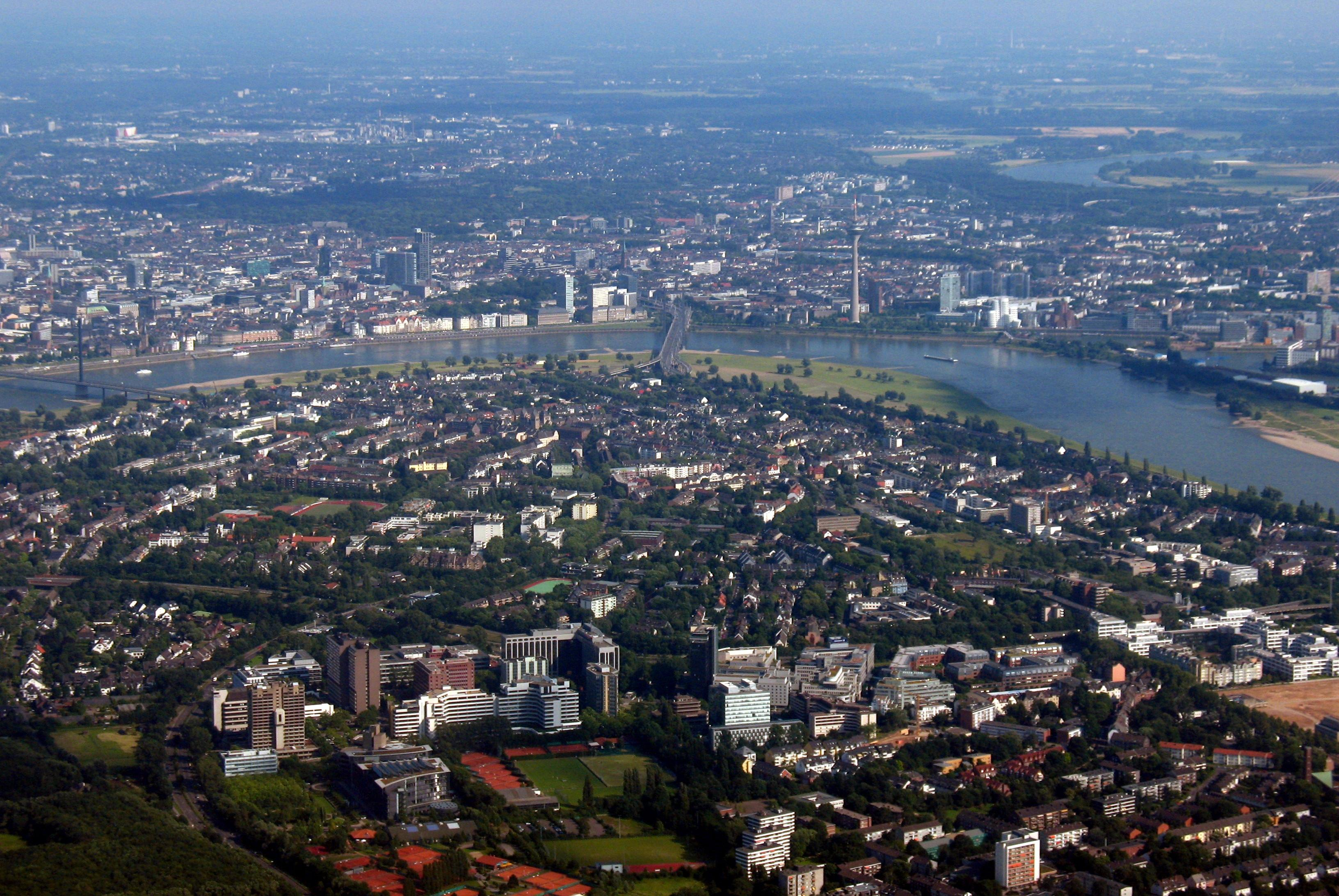
Düsseldorf

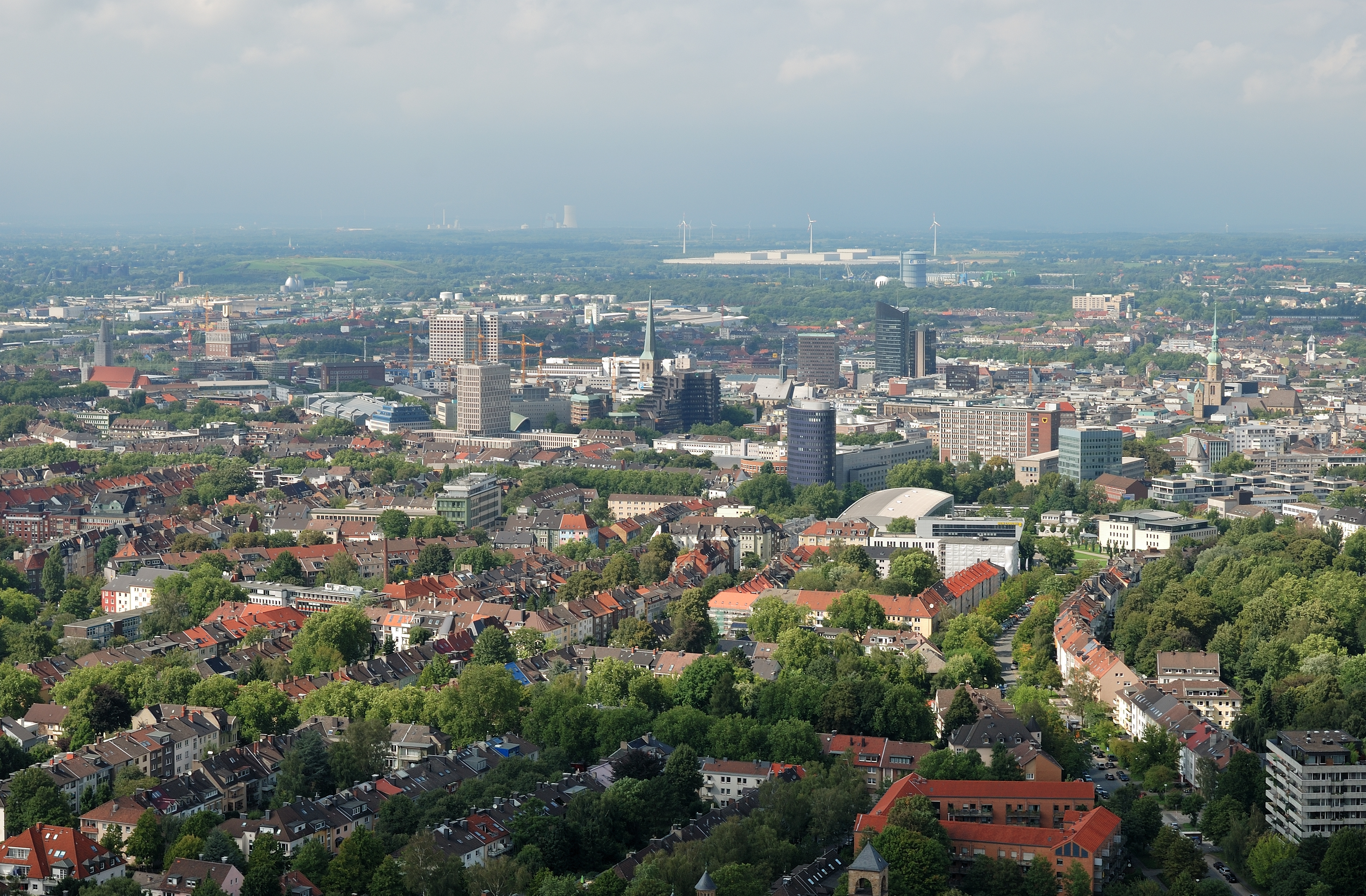
Dortmund

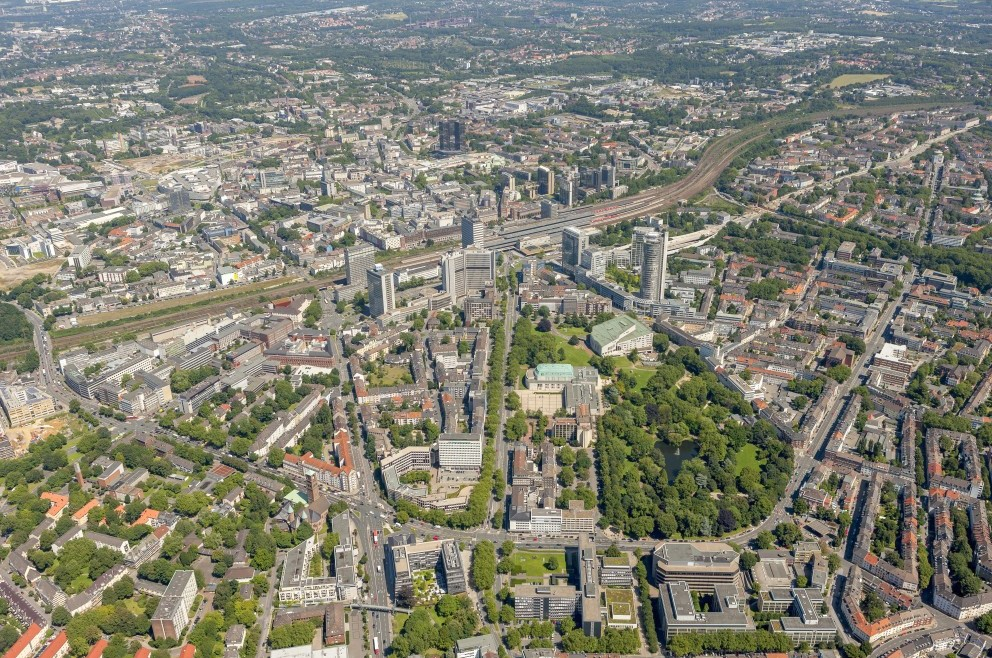
Essen

La Región Rin-Ruhr se compone de la conurbación de la Región del Ruhr, las áreas metropolitanas de Colonia y Düsseldorf, las ciudades de Wuppertal, Krefeld, Mönchengladbach y Bonn y de algunas otras ciudades menores y municipios ubicados a su alrededor, como se muestra en la tabla siguiente. 
| Distrito                      | Municipio o ciudad  | Superficie (en km²) | Población(1) |
| ----------------------------- | ------------------- | ------------------- | ------------ |
| Renania del Norte-Westfalia   |                     |                     |              |
| Región de Arnsberg            |                     |                     |              |
| —                             | Herne               | 51,41               | 169.991      |
| —                             | Bochum              | 145,40              | 383.743      |
| —                             | Dortmund            | 280,40              | 587.624      |
| —                             | Hagen               | 160,36              | 195.671      |
| —                             | Hamm                | 226,26              | 183.672      |
| Distrito de Unna              | Schwerte            | 56,20               | 49.326       |
| Distrito de Unna              | Holzwickede         | 22,36               | 17.446       |
| Distrito de Unna              | Unna                | 88,52               | 67.680       |
| Distrito de Unna              | Bönen               | 38,02               | 19.142       |
| Distrito de Unna              | Kamen               | 40,93               | 45.816       |
| Distrito de Unna              | Bergkamen           | 44,80               | 52.054       |
| Distrito de Unna              | Werne               | 76,08               | 30.477       |
| Distrito de Unna              | Lünen               | 59,18               | 89.803       |
| Distrito de Ennepe-Ruhr       | Witten              | 72,40               | 100.248      |
| Distrito de Ennepe-Ruhr       | Hattingen           | 71,40               | 56.700       |
| Distrito de Ennepe-Ruhr       | Herdecke            | 22,40               | 25.421       |
| Distrito de Ennepe-Ruhr       | Wetter              | 31,47               | 28.923       |
| Distrito de Ennepe-Ruhr       | Gevelsberg          | 26,27               | 32.628       |
| Distrito de Ennepe-Ruhr       | Ennepetal           | 57,42               | 32.034       |
| Distrito de Ennepe-Ruhr       | Schwelm             | 20,50               | 29.780       |
| Distrito de Ennepe-Ruhr       | Sprockhövel         | 47,79               | 25.982       |
| Región de Münster             |                     |                     |              |
| —                             | Bottrop             | 100,70              | 118.975      |
| —                             | Gelsenkirchen       | 104,84              | 266.722      |
| Distrito de Recklinghausen    | Gladbeck            | 35,91               | 76.373       |
| Distrito de Recklinghausen    | Herten              | 37,31               | 64.344       |
| Distrito de Recklinghausen    | Marl                | 87,69               | 90.113       |
| Distrito de Recklinghausen    | Dorsten             | 171,00              | 79.136       |
| Distrito de Recklinghausen    | Recklinghausen      | 66,40               | 121.521      |
| Distrito de Recklinghausen    | Oer-Erkenschwick    | 38,80               | 30.462       |
| Distrito de Recklinghausen    | Castrop-Rauxel      | 51,66               | 77.263       |
| Distrito de Recklinghausen    | Datteln             | 66,08               | 36.297       |
| Distrito de Recklinghausen    | Waltrop             | 46,98               | 29.948       |
| Región de Düsseldorf          |                     |                     |              |
| —                             | Essen               | 210,32              | 583.198      |
| —                             | Oberhausen          | 77,04               | 218.181      |
| —                             | Mülheim an der Ruhr | 91,26               | 169.414      |
| —                             | Duisburgo           | 232,82              | 499.111      |
| —                             | Düsseldorf          | 217,00              | 577.505      |
| —                             | Solingen            | 89,45               | 162.948      |
| —                             | Wuppertal           | 168,41              | 358.330      |
| —                             | Remscheid           | 74,60               | 114.925      |
| —                             | Krefeld             | 137,68              | 237.104      |
| —                             | Mönchengladbach     | 170,43              | 260.951      |
| Distrito de Wesel             | Moers               | 67,68               | 107.180      |
| Distrito de Wesel             | Neukirchen-Vluyn    | 43,48               | 28.491       |
| Distrito de Wesel             | Kamp-Lintfort       | 63,16               | 39.461       |
| Distrito de Wesel             | Rheinberg           | 75,15               | 32.145       |
| Distrito de Wesel             | Dinslaken           | 47,67               | 70.233       |
| Distrito de Wesel             | Voerde              | 53,49               | 38.358       |
| Distrito de Wesel             | Wesel               | 122,62              | 61.432       |
| Distrito de Viersen           | Tönisvorst          | 44,33               | 30.140       |
| Distrito de Viersen           | Viersen             | 91,07               | 75.975       |
| Distrito de Viersen           | Willich             | 67,77               | 51.995       |
| Distrito de Mettmann          | Ratingen            | 88,72               | 92.152       |
| Distrito de Mettmann          | Erkrath             | 26,89               | 47.205       |
| Distrito de Mettmann          | Mettmann            | 42,52               | 39,778       |
| Distrito de Mettmann          | Wülfrath            | 32,23               | 21.917       |
| Distrito de Mettmann          | Heiligenhaus        | 27,47               | 27.415       |
| Distrito de Mettmann          | Velbert             | 74,90               | 86.754       |
| Distrito de Mettmann          | Hilden              | 25,96               | 56.326       |
| Distrito de Mettmann          | Haan                | 24,22               | 29.411       |
| Distrito de Mettmann          | Langenfeld          | 41,10               | 58.947       |
| Distrito de Mettmann          | Monheim am Rhein    | 23,10               | 43.587       |
| Distrito de Rhein-Neuss       | Neuss               | 99,48               | 151.626      |
| Distrito de Rhein-Neuss       | Kaarst              | 37,48               | 42.269       |
| Distrito de Rhein-Neuss       | Meerbusch           | 64,37               | 54.180       |
| Distrito de Rhein-Neuss       | Korschenbroich      | 55,26               | 33.401       |
| Distrito de Rhein-Neuss       | Jüchen              | 71,84               | 22.704       |
| Distrito de Rhein-Neuss       | Grevenbroich        | 102,60              | 64.388       |
| Distrito de Rhein-Neuss       | Dormagen            | 85,40               | 63.474       |
| Distrito de Rhein-Neuss       | Rommerskirchen      | 60,99               | 12.658       |
| Región de Colonia             |                     |                     |              |
| —                             | Colonia             | 405,15              | 989.766      |
| —                             | Leverkusen          | 78,85               | 161.336      |
| Distrito Rheinisch-Bergischer | Bergisch Gladbach   | 83,12               | 105.587      |
| Distrito Rheinisch-Bergischer | Leichlingen         | 37,33               | 27.542       |
| Distrito Rheinisch-Bergischer | Burscheid           | 27,38               | 19.025       |
| Distrito Rheinisch-Bergischer | Wermelskirchen      | 74,66               | 36.386       |
| Distrito Rheinisch-Bergischer | Odenthal            | 39,97               | 15.718       |
| Distrito Rheinisch-Bergischer | Rösrath             | 38,81               | 27.128       |
| Distrito de Rhein-Erft        | Hürth               | 51,12               | 55.593       |
| Distrito de Rhein-Erft        | Brühl               | 36,12               | 44.503       |
| Distrito de Rhein-Erft        | Frechen             | 45,11               | 49.164       |
| Distrito de Rhein-Erft        | Kerpen              | 113,94              | 64.425       |
| Distrito de Rhein-Erft        | Pulheim             | 72,14               | 53.645       |
| Distrito de Rhein-Erft        | Bergheim            | 96,33               | 62.897       |
| Distrito de Rhein-Erft        | Bedburg             | 80,21               | 24.926       |
| Distrito de Rhein-Erft        | Elsdorf             | 66,00               | 21.552       |
| Distrito de Rhein-Erft        | Erftstadt           | 119,88              | 51.082       |
| Distrito de Rhein-Erft        | Wesseling           | 23,40               | 35.360       |
| Distrito de Rhein-Sieg        | Bonn                | 141,22              | 314.299      |
| Distrito de Rhein-Sieg        | Bornheim            | 82,72               | 48.402       |
| Distrito de Rhein-Sieg        | Alfter              | 34,73               | 22.803       |
| Distrito de Rhein-Sieg        | Niederkassel        | 35,79               | 36.652       |
| Distrito de Rhein-Sieg        | Troisdorf           | 62,17               | 74.790       |
| Distrito de Rhein-Sieg        | Lohmar              | 65,50               | 31.247       |
| Distrito de Rhein-Sieg        | Siegburg            | 23,47               | 39.192       |
| Distrito de Rhein-Sieg        | Sankt Augustin      | 34,22               | 56.216       |
| Distrito de Rhein-Sieg        | Hennef              | 105,79              | 45.480       |
| Distrito de Rhein-Sieg        | Königswinter        | 76,19               | 41.216       |
| Distrito de Rhein-Sieg        | Wachtberg           | 49,67               | 20.050       |
| Distrito de Rhein-Sieg        | Bad Honnef          | 48,30               | 25.141       |
| TOTAL                         | TOTAL               | 7.826,19            | 10.441.969   |

- (1) - Datos del 31.12.2006, tomados del informe estadístico de población del Landesamt für Datenverarbeitung und Statisktik Nordrhein-Westfalen

## Transporte público
Las compañías de trenes, S-Bahn, U-Bahn (tren metro) y autobuses se administran a través de un consorcio de líneas de transporte locales y regionales, Verkehrsverbund Rhein-Ruhr. Ofrece un sistema de tránsito rápido que interconecta todas las ciudades y sus respectivos autobuses locales, tranvías, Metro, sistemas de U y S-Bahn, en parte bajo la administración de Deutsche Bahn. Sus sistemas están altamente integrados donde incluso algunas líneas de metro continúan de una ciudad a otra (por ejemplo, entre Düsseldorf y Duisburgo o Bochum y Herne). 
La región está dividida en varias zonas urbanas y las tarifas se pagan de acuerdo con la cantidad de áreas (o zonas) urbanas que atraviesan. Los boletos incluyen transporte puerta a puerta con todos los formularios cubiertos en un boleto con la excepción del tren de alta velocidad (que solo para en las principales ciudades). Algunas excursiones, entradas para el teatro y la ópera, así como los museos, ofrecen transporte gratuito desde cualquier punto del área del Rin Ruhr hasta el lugar y regreso.

### Tren rápidoS-Bahn Rin-Ruhr
El S-Bahn Rin-Ruhr es un tren rápido que cubre la región metropolitana alemana del Rin-Ruhr. Desde las ciudades de Bonn y Colonia, hasta la ciudad de Dortmund.

## Áreas metropolitanas de Alemania
En esta tabla se muestran las diez principales áreas metropolitanas de Alemania. La Macro Región del Rin-Ruhr ocupa el primer puesto.
| N.º | Área metropolitana  | Superficie (en km²) | Población (en millones) |
| --- | ------------------- | ------------------- | ----------------------- |
| 1   | Región del Rin-Ruhr | 7 484               | 10,036                  |
| 2   | Berlín              | 2 284               | 4,070                   |
| 3   | Hamburgo            | 2 087               | 2,550                   |
| 4   | Múnich              | 1 319               | 1,944                   |
| 5   | Colonia             | 1 414               | 1,809                   |
| 6   | Fráncfort           | 1 415               | 1,756                   |
| 7   | Stuttgart           | 1 344               | 1,745                   |
| 8   | Düsseldorf          | 780                 | 1,316                   |
| 9   | Núremberg           | 1 006               | 1,044                   |
| 10  | Hanóver             | 1 519               | 1,002                   |

## Deportes

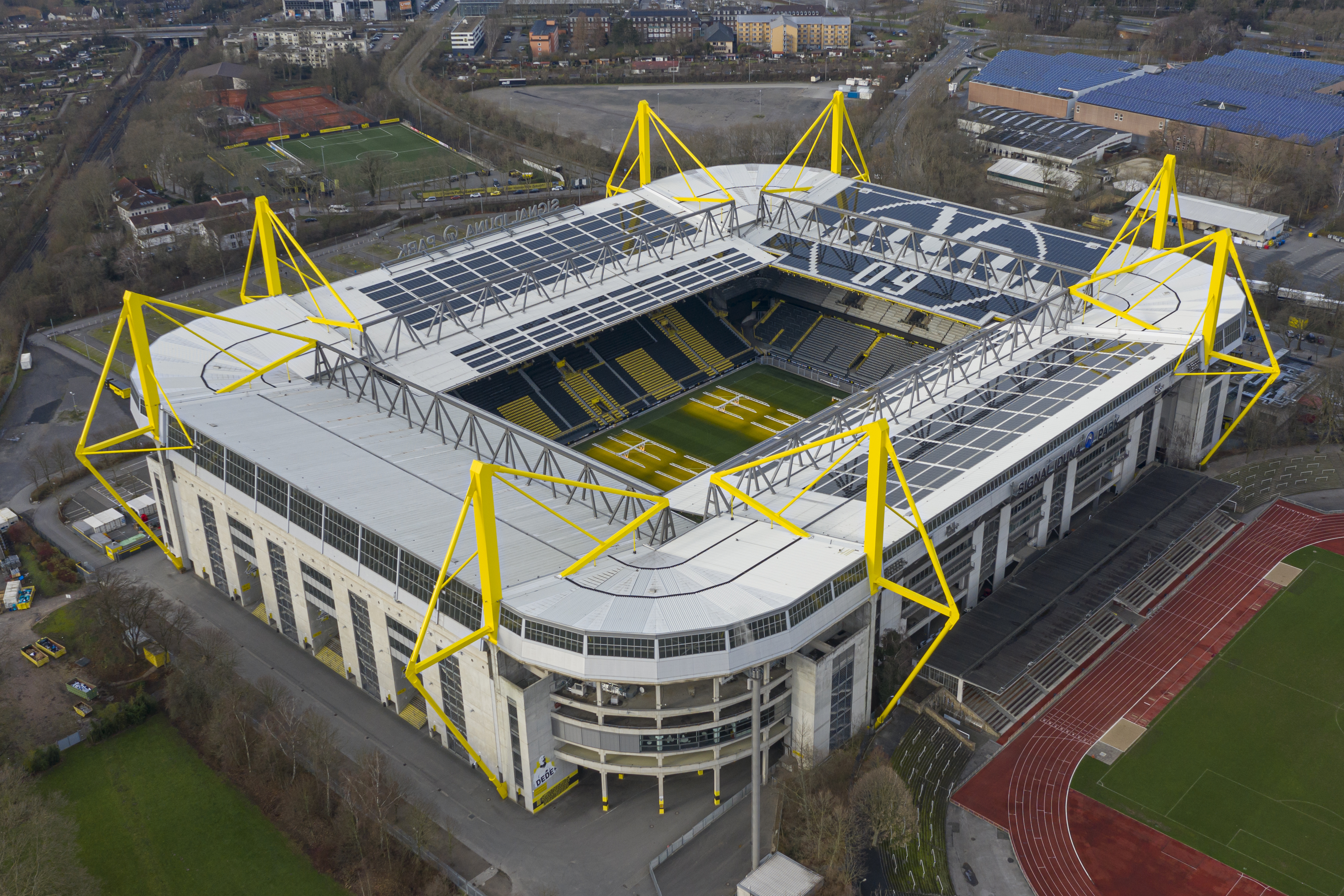
El estadio Signal Iduna Park, perteneciente a Borussia Dortmund, es uno de los estadios más grandes de Alemania

### Equipos de Bundesliga y Bundesliga 2 delRin-Ruhr
| Región                                               | N.º | Equipos                                                                                                  |
| ---------------------------------------------------- | --- | --- |
| Rin-Ruhr en el Estado de Renania del Norte-Westfalia | 7   | Bayer Leverkusen, Borussia Dortmund, Borussia Mönchengladbach, Colonia, Bochum, Düsseldorf, y Schalke 04 |